# Флаг Саксонии
Флаг Саксо́нии (нем. Flagge Sachsens) — один из символов федеральной земли Свободное государство Саксония.
Флаг представляет собой прямоугольное полотнище из двух равновеликих горизонтальных полос: верхней — белого и нижней — зелёного цвета. Второй вариант — в центре флага расположен герб Саксонии. Пропорции полотнища — 3:5, иногда используется и отношение сторон 1:2.
Бело-зелёный флаг использовался как флаг королевства Саксония в 1815—1918 гг., а после до 1934—1935 гг. в качестве стяга Свободного государства Саксония (официально утверждён в 1920 году). Во времена Третьего Рейха флаг был формально отменён. Заново он был вновь утверждён с 1947 года, хотя неофициально использовался уже после капитуляции Германии до 1952 года. После вхождения Германской Демократической Республики в состав Федеративной Республики Германия в 1991 году в качестве официального символа был принят также и вариант флага с гербом.

## Похожие флаги

Флаг ВПАС Дербера и Вологодского
Флаг Ида-Вирумаа
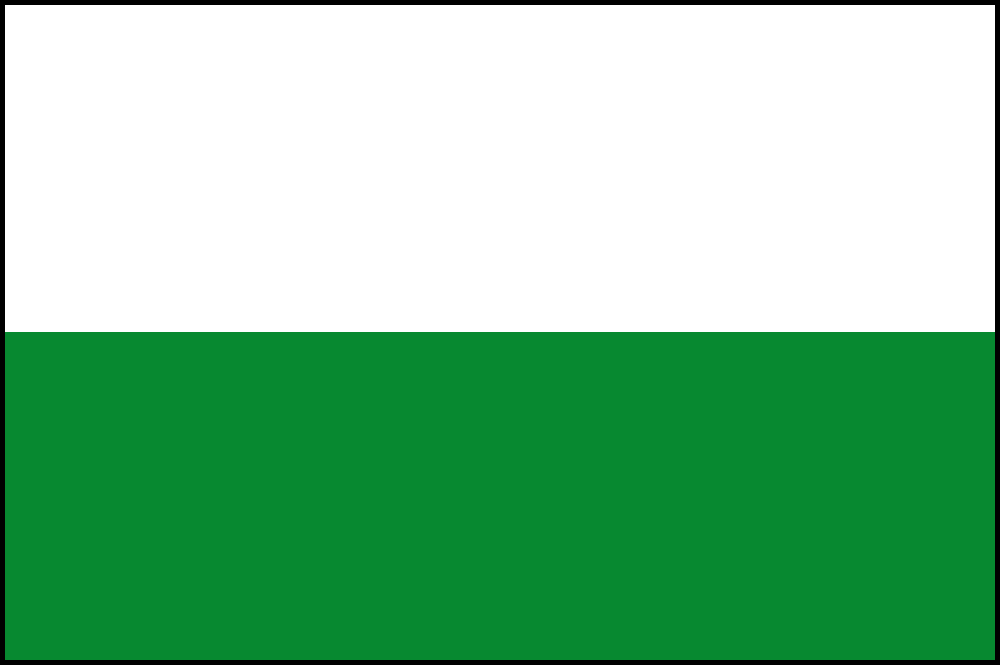
Флаг Штирии